# Långnäs naturreservat
Långnäs naturreservat är ett naturreservat i Norrköpings kommun i Östergötlands län.
Området är naturskyddat sedan 2023 och är 15 hektar stort. Reservatet ligger vid södra stranen av sjön Glan och består av gamla träd av framför allt tall och ek.